# تشارلي هال (سياسي)
تشارلي هال (بالإنجليزية: Charlie Hall)‏ هو سياسي أمريكي، ولد في 7 مايو 1930 في ميامي في الولايات المتحدة، وتوفي في 20 نوفمبر 2014 في تالاهاسي في الولايات المتحدة. حزبياً، نشط في الحزب الديمقراطي. وقد انتخب عضو مجلس نواب فلوريدا.